# Swartzia bahiensis
Swartzia bahiensis är en ärtväxtart som beskrevs av John Macqueen Cowan. Swartzia bahiensis ingår i släktet Swartzia och familjen ärtväxter. Inga underarter finns listade i Catalogue of Life.